# 滇西八角
滇西八角（学名：Illicium merrillianum）是八角茴香科八角属的植物。分布在缅甸以及中国大陆的云南等地，生长于海拔1,500米至2,900米的地区，一般生于林中湿润处或疏林中，目前尚未由人工引种栽培。